# Мідвей-Норт (Техас)
Мідвей-Норт (англ. Midway North) — переписна місцевість (CDP) в США, в окрузі Ідальго штату Техас. Населення — 4232 особи (2020).

## Географія
Мідвей-Норт розташований за координатами 26°11′17″ пн. ш. 98°1′2″ зх. д. / 26.18806° пн. ш. 98.01722° зх. д. (26.188014, -98.017328).  За даними Бюро перепису населення США в 2010 році переписна місцевість мала площу 5,26 км², уся площа — суходіл. В 2017 році площа становила 4,68 км², уся площа — суходіл.

## Демографія
Згідно з переписом 2010 року, у переписній місцевості мешкали 4752 особи в 1074 домогосподарствах у складі 993 родин. Густота населення становила 904 особи/км².  Було 1159 помешкань (220/км²). 
Расовий склад населення:
| - 85,9 % — білих - 0,7 % — корінних американців - 0,7 % — чорних або афроамериканців - 11,9 % — осіб інших рас |

До двох чи більше рас належало 0,9 %. Іспаномовні складали 98,6 % від усіх жителів.
За віковим діапазоном населення розподілялося таким чином: 37,6 % — особи молодші 18 років, 57,0 % — особи у віці 18—64 років, 5,4 % — особи у віці 65 років та старші. Медіана віку мешканця становила 24,5 року. На 100 осіб жіночої статі у переписній місцевості припадало 99,0 чоловіків;  на 100 жінок у віці від 18 років та старших — 95,2 чоловіків також старших 18 років.
Середній дохід на одне домашнє господарство  становив 40 487 доларів США (медіана — 26 389), а середній дохід на одну сім'ю — 41 734 долари (медіана — 30 066). Медіана доходів становила 26 993 долари для чоловіків та 30 114 долари для жінок. За межею бідності перебувало 41,4 % осіб, у тому числі 40,4 % дітей у віці до 18 років та 64,4 % осіб у віці 65 років та старших.
Цивільне працевлаштоване населення становило 2021 особа. Основні галузі зайнятості: освіта, охорона здоров'я та соціальна допомога — 26,0 %, науковці, спеціалісти, менеджери — 14,8 %, роздрібна торгівля — 14,3 %.